# 鍾漢屏
鍾漢屏（Chung Han Ping，？－1939年5月14日），香港電影長者演員。20世紀20年代初期已參演默片，早期香港電影裡的長者角式都幾乎由他飾演。1939年5月14日（星期日）病逝。遺作粵語片《大良阿斗官》。

## 外部連結
- 香港電影資料館有關鍾漢屏參演電影的記錄[永久]